# Gmina Viljandi
Gmina Viljandi (est. Viljandi vald) – gmina w Estonii, w prowincji Viljandi. Powstała jesienią 2013 z połączenia gmin Paistu, Pärsti, Saarepeedi i Viiratsi. Jesienią 2017 dołączyły również gminy Kolga-Jaani i Tarvastu.

## Podział
Gmina Viljandi ma 4 aleviki i 126 wiosek.
alevikiKolga-Jaani, Mustla, Ramsi i Viiratsi
wsieAidu, Aindu, Alustre, Auksi, Eesnurga, Heimtali, Hendrikumõisa, Holstre, Intsu, Jakobimõisa, Jõeküla, Jämejala, Järtsaare, Järveküla, Kaavere, Kalbuse, Kannuküla, Karula, Kassi, Kibeküla, Kiini, Kiisa, Kingu, Kivilõppe, Koidu, Kokaviidika, Kookla, Kuudeküla, Kuressaare, Kärstna, Laanekuru, Lalsi, Leemeti, Leie, Loime, Lolu, Loodi, Luiga, Lätkalu, Maltsa, Marjamäe, Marna, Matapera, Meleski, Metsla, Moori, Muksi, Mustapali, Mustivere, Mõnnaste, Mäeltküla, Mähma, Oiu, Otiküla, Odiste, Oorgu, Pahuvere, Paistu, Parika, Peetrimõisa, Pikru, Pinska, Pirmastu, Porsa, Puiatu, Pulleritsu, Põrga, Päri, Pärsti, Raassilla, Raudna, Rebase, Rebaste, Ridaküla, Rihkama, Riuma, Roosilla, Ruudiküla, Saareküla, Saarepeedi, Savikoti, Sinialliku, Soe, Sooviku, Suislepa, Sultsi, Surva, Taari, Tagamõisa, Taganurga, Tarvastu, Tinnikuru, Tobraselja, Tohvri, Turva, Tusti, Tõnissaare, Tõnuküla, Tõrreküla, Tänassilma, Tömbi, Unametsa, Uusna, Vaibla, Valma, Vanamõisa, Vanausse, Vanavälja, Vana-Võidu, Vardi, Vardja, Vasara, Veisjärve, Verilaske, Viisuküla, Vilimeeste, Villa, Vissuvere, Vooru, Võistre, Väike-Kõpu, Välgita, Väluste, Ämmuste i Ülensi